# SN 1999dv
SN 1999dv – supernowa typu Ia odkryta 18 września 1999 roku w galaktyce A010858+0000. Jej maksymalna jasność wynosiła 20,77m.